# Hemigaster fasciata
Hemigaster fasciata är en stekelart som beskrevs av Gaspard Auguste Brullé 1846. Hemigaster fasciata ingår i släktet Hemigaster och familjen brokparasitsteklar. Inga underarter finns listade i Catalogue of Life.